# ガリツィア・ロドメリア王国

ガリツィア・ロドメリア王国
Königreich Galizien und Lodomerien (ドイツ語)
Królestwo Galicji i Lodomerii (ポーランド語)
Королівство Галичини та Володимирії (ウクライナ語)

1914年におけるオーストリア＝ハンガリー帝国中のガリツィア・ロドメリア王国

ガリツィア・ロドメリア王国（ガリツィア・ロドメリアおうこく）は、1772年から1918年まで存在したヨーロッパの国家である。ハプスブルク君主国、つまりオーストリア帝国とその改組されたオーストリア＝ハンガリー帝国に属していた。東部中央ヨーロッパのこの歴史的な地域は現在、ポーランドとウクライナによって分けられている。歴史的なガリツィアの中心部分は、現在の西ウクライナにあるリヴィウ州、テルノーピリ州、イヴァーノ＝フランキーウシク州となっている。ドイツ人、ポーランド人、ルテニア人と呼ばれたルーシ人（ウクライナ人）、ユダヤ人らが主な国民を構成した。

## 名称
正式名称は、各言語で以下のようになっていた。
- ドイツ語: Königreich Galizien und Lodomerien mit dem Großherzogtum Krakau und den Herzogtümern Auschwitz und Zator
- ポーランド語: Królestwo Galicji i Lodomerii wraz z Wielkim Księstwem Krakowskim i Księstwem Oświęcimia i Zatoru
- ウクライナ語: Королівство Галіції та Володимирії з великим герцогством Краківським і герцогствами Освенцима і Затору

ドイツ語名に沿って日本語に訳せば、ガリツィア・ロドメリア王国およびクラカウ大公国・アウシュヴィッツ公国・ザトル公国である。なお、前半部分はウクライナ語（ルーシ語）名でハリーツィヤ・ヴォロディームィリヤ王国、後半部分はポーランド語名でクラクフ大公国・オシフィエンチム公国・ザトル公国となる。
ガリツィアとロドメリアの名称は、それぞれハールィチ・ヴォルィーニ大公国を構成したハールィチ公国（地域名称はハルィチナー）とヴォルィーニ公国（地域名称はヴォルィーニ）に対する、13世紀から14世紀のラテン語による古称である。

## 君主
- 神聖ローマ帝国（1772年–1806年）
  - マリア・テレジア（1772年–1780年）
  - ヨーゼフ2世（1780年–1790年）
  - レオポルト2世（1790年–1792年）
  - フランツ2世（1792年–1806年）
- オーストリア帝国（1806年–1918年）
  - フランツ1世（1806年–1835年）
  - フェルディナント1世（1835年–1848年）
  - フランツ・ヨーゼフ1世（1848年–1916年）
  - カール1世（1916年–1918年）

## 国旗
複雑な民族事情を抱えたガリツィア・ロドメリア王国では、事情に合わせていくつかの国旗が用いられた。

1772年から1849年までの国旗。
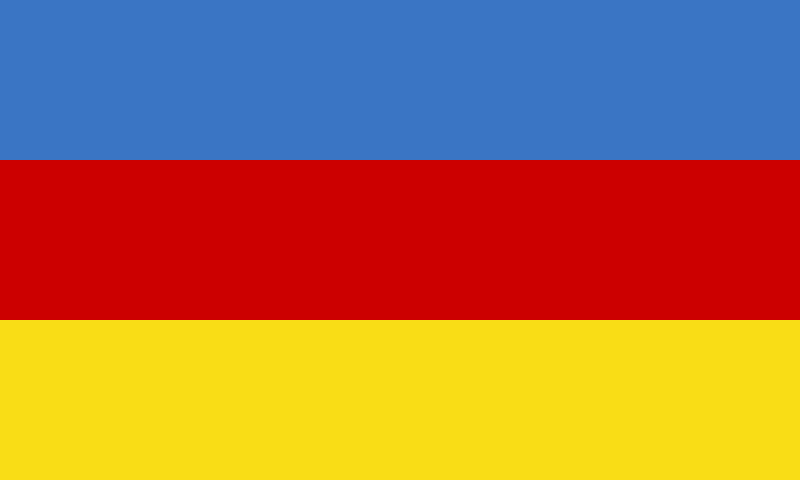
1849年から1849年までの国旗。1890年から1918年まではガリツィア・ロドメリア王国から独立したブコヴィナ公国（ウクライナ語版）の国旗。
1849年から1918年までの国旗。